# Orgeans-Blanchefontaine
Orgeans-Blanchefontaine is een gemeente in het Franse departement Doubs (regio Bourgogne-Franche-Comté) en telt 45 inwoners (2009). De plaats maakt deel uit van het arrondissement Montbéliard.

## Geografie
De oppervlakte van Orgeans-Blanchefontaine bedraagt 4,9 km², de bevolkingsdichtheid is dus 9,2 inwoners per km².
De onderstaande kaart toont de ligging van Orgeans-Blanchefontaine met de belangrijkste infrastructuur en aangrenzende gemeenten.

## Demografie
Onderstaande figuur toont het verloop van het inwonertal (bron: INSEE-tellingen).

1. ↑  Populations de référence 2022.